# ドゥー・ユー・リメンバー・ミー
「ドゥー・ユー・リメンバー・ミー」 (Do You Remember Me?) は、1980年に発表された安井かずみ作詞・加藤和彦作曲によるJ-POPの楽曲。
オリジナル盤は岡崎友紀がYUKI名義で発売したシングルで、のちにさまざまな歌手によってカバーされている。本項では岡崎による同曲を収録したアルバム『Do You Remember Me』についても解説する。
加藤和彦がロネッツの「ビー・マイ・ベイビー」を意識して作曲した曲といわれている。歌詞は、女性が過去に付き合った恋人について懐古する内容となっている。

## オリジナルシングル盤
1980年6月25日にワーナー・パイオニアより覆面歌手「YUKI」名義で発売 (K-32W)。発売後にYUKIは岡崎であることが公表された。
岡崎は1978年以来レコードのリリースを休止して、ミュージカル出演など歌手としての活動は継続したが、本作の発売でレコーディング活動を再開した。1981年までに本作含む4枚のシングルを発売したのち、岡崎によるレコードのリリースは2002年までふたたび中断する。
下記キタキマユ盤がヒットして、2001年3月7日にWEAジャパンよりマキシシングルCDとして再発売された (WPC7-10069)。

## アルバム
1980年11月28日にLPレコードとして発売 (K-12003W)。1994年にWEAジャパンからCDとして再発売された。
2009年7月にソニー・ミュージックダイレクトのオーダーメイドファクトリー「アンコールプレス」から数量限定で受注販売された (WQCQ-149)。これは前年より行われたWebサイト上でのリクエストアンケートを受けてのことであった。このアンコールプレス盤では初CD化のボーナス・トラックが2曲収録された（後述）。

### 収録曲
A面・B面の区分はLPリリース当時。
A面
加藤和彦がアレンジを担当。カバー曲を除いては作詞は安井かずみ、作曲は加藤和彦である。
1. ドゥ・ユー・リメンバー・ミー
2. ウオッカ・ツイスト
3. YOU MAKE ME HAPPY
4. アイドルを探せ（訳詞：安井かずみ、作曲：Georges Garvrentz） - シルヴィ・ヴァルタンの仏語曲を日本語歌詞にてカバーしたもの。
5. AS TEARS GO BY（作詞・作曲：Mick Jagger、Keith Richards、Andrew Oldham） - ローリング・ストーンズのカバー曲。
6. メランコリー・キャフェ

B面
清水信之がアレンジを担当。
1. 雨の街（作詞：大貫妙子、作曲：竹内まりや）
2. 恋のジャック&クイーン（作詞・作曲：大貫妙子）
3. さよなら for you（作詞：岡崎友紀、作曲：岩倉健二）
4. タキオン（作詞・作曲：岡崎友紀）

2009年盤ボーナストラック
いずれも作詞は安井かずみ、作曲は加藤和彦である。
1. ジャマイカン・アフェアー
2. ラブ・ストーリー

## カバー

### カバーした主な歌手
- 1984年 - フローレンス芳賀：シングル。
- 1988年 - 木村恵子：アルバム『STYLE』に収録。
- 1992年 - ribbon：シングル。タイトルは英語表記の「Do You Remember Me?」。
- 1993年 - SUZY SUSIE（スージー・スージー）：女性ロックバンド。アルバム『SUZY SUSIE COLLECTION 〜'93春〜』に収録。
- 1996年 - 中村江里子：フジテレビのアナウンサー（当時）。同局アナウンサー陣による企画アルバム『才色兼備』に収録。
- 1999年 - 金月真美：シングル『トワイライト・アヴェニュー』のカップリング曲。
- 2001年 - キタキマユ：シングル（後述）。
- 2006年 - 水瀬伊織（声：釘宮理恵）：ゲーム『THE IDOLM@STER』のキャラクター企画曲。ネット通販限定アルバム『Your Song』および、一般発売アルバム『THE IDOLM@STER MASTER ARTIST 08 水瀬伊織』に収録。

### キタキマユ盤
2001年1月から放送されたフジテレビ系『木曜劇場』枠のドラマ『カバチタレ!』の主題歌（エンディングテーマ）としてタイアップされ、2月15日にソニーレコードからマキシシングル (12cmCD) が発売された (SRCL-5043)。のちアルバム『トリコロル』に収録。
リズム・歌詞はオリジナルと同一であるが、キーがイ長調から変ロ長調に上げられ、ソフトロック調のアレンジとなっている。キタキの柔らかみのある透明な歌声も合わさりポップ・キュートさを醸し出している。ドラマでは出演者の静止画がワイプなどで登場したり、女性ダンサーの実写シルエットが踊るなど、映像面でも遊び心あるポップな仕上がりである。
シングルでは劇中で使われたバラードmixなど同曲のアレンジ違いを3曲収録している。オリコンチャートのランクインは発売からドラマ終了後まで10週続き、スマッシュヒットとなった。ORIGINAL LOVEの田島貴男がプロデュースした。

### 収録曲（キタキマユ盤）
1. ドゥー・ユー・リメンバー・ミー
2. ドゥー・ユー・リメンバー・ミー (ballad mix ver.)
3. ドゥー・ユー・リメンバー・ミー (smooth bossa mix)
4. ドゥー・ユー・リメンバー・ミー (acoustic bossa mix)
5. ドゥー・ユー・リメンバー・ミー (instrumental)